# Сонце, що сходить (фільм)
«Сонце, що сходить» — американська кримінальна драма від режисера Філіпа Кауфмана з Шоном Коннері, Веслі Снайпсом, Гарві Кейтелем та Кері-Хіроюкі Тагавою в головних ролях. Сценарій фільму заснований на однойменному романі Майкла Крайтона.

## Сюжет
За розслідування смерті вбитої в залі засідань японської корпорації дівчини за викликом Черіл беруться лейтенант Веб Сміт та колишній капітан поліції, який знається на японській культурі, Джон Коннор. Слідство затягує напарників у міжнародні інтриги та змови.

## У ролях
| Актор               | Роль               |
| ------------------- | ------------------ |
| Шон Коннері         | Джон Коннор        |
| Веслі Снайпс        | Вебстер «Веб» Сміт |
| Гарві Кейтель       | Том Грехем         |
| Кері-Хіроюкі Тагава | Едді Сакамура      |
| Кевін Андерсон      | Боб Річмонд        |
| Мако Івамацу        | Єсіда-сан          |
| Рей Вайс            | Джон Мортон        |
| Стен Шоу            | Філліпс            |
| Тіа Каррере         | Джинго Асакума     |
| Стен Егі            | Масао Ішихара      |
| Стів Бушемі         | Віллі Вільгельм    |
| Татьяна Патітц      | Черіл Лінн Остін   |
| Мішель Руїз         | телеведуча         |
| Тадасі Ямасіта      | якудза Едді        |

## Сприйняття
Фільм отримав негативні відгуки. На сайті Rotten Tomatoes його оцінка становить 35 % з середньою оцінкою 5.1/10 на основі 37 голосів критиків. Йому зараховано «розсипаний попкорн» від пересічних глядачів, які негативно оцінили стрічку: 40 % сподобався фільм.